# Сеймен, Эринч
Эринч Сеймен (тур. Erinç Seymen, род. 1980) — турецкий художник.

## Биография
Родился в 1980 году. Окончил университет изящных искусств имени Мимара Синана. В 2006 году получил степень магистра в Техническом университете Йылдыз.
Первые выставки работ Сеймена прошли в прошли в музей фотографии в финском городе Хельсинки и музее ван Аббе в нидерландском Эйндховене. О его четвёртой в рамках студии «Galerist» персональной выставке, состоявшейся в 2009 году, говорил весь город. В 2012 году персональная выставка Сеймена прошла в галерее Рампа. В 2017 — в начальной греческой школе Галата.
Проданная в 2010 году безымянная работа Сеймена стала четвёртой по цене среди произведений художников младше 30 лет, проданных на аукционах.